# Cork Hibernians Football Club
El Cork Hibernians Football Club fue un club de fútbol de Irlanda, con sede en Cork.

## Historia
Fue fundado en el año 1952 en la ciudad de Cork con el nombre AOH porque sus fundadores eran miembros de la Ancient Order of Hibernians, como equipo aficionado. En 1957, el equipo cambia de nombre por el de Cork Hibernians F.C. para reemplazar al Cork Athletic; entre 1960-70 desarroallaron una rivalidad de ciudad con el Cork Celtic.
La era dorada del equipo fue a inicios de 1970, cuando obtuvieron la gran mayoría de sus títulos. En 1976, el equipo desapareció dramáticamente, esto porque en la temporada terminaron en la 5ª posición y se debió a las pérdidas que trajo el fichaje del inglés Rodney Marsh, hasta que la desaparición de la institución se da en 1977 debido a problemas financieros, por lo que fue reemplazado por otro equipo de la ciudad, el Albert Rovers
. Fue campeón de liga en 1 ocasión con 1 subcampeonato, ganó 2 títulos de Copa en 4 finales, 2 Copa de Liga en 4 finales, entre otros.
A nivel internacional participó en 4 torneos continentales, donde su mejor participación fue en la Recopa de Europa de Fútbol de 1972/73, donde avanzó hasta la Segunda ronda.

## Entrenadores
- George Lax (1957-1959)
- John McGowan (1959-1961)
- Tommy Moroney (1961-1964)
- George O'Sullivan (1963-1964)
- John Maloney (1965-1966)
- Amby Fogarty (1967-1969)
- Austin Noonan (1969-1970)
- Dave Bacuzzi (1970-1974)
- Austin Noonan (1974-1976)

## Palmarés

### Torneos nacionales
- Liga de Irlanda (1): 1970-71
- Copa de Irlanda (2): 1971-72, 1972-73
- Escudo de la Liga de Irlanda (2): 1969-70, 1972-73
- Blaxnit Cup (1): 1971-72
- Copa de la Ciudad de Dublín (3): 1965-66, 1970-71, 1972-73
- Copa Intermedia (1): 1951-52

### Torneos locales
- Liga de Munster (5): 1942-43, 1949-50, 1950-51, 1952-53, 1962-63
- Copa de Munster (8): 1960-61, 1964-65, 1967-68, 1968-69, 1969-70, 1970-71, 1972-73, 1974-75

## Participación en competiciones de la UEFA
| Temporada | Torneo           | Ronda         | Club                     | Casa | Visita | Global |
| --------- | ---------------- | ------------- | ------------------------ | ---- | ------ | ------ |
| 1970–71   | Copa de Ferias   | Primera ronda | Valencia                 | 0–3  | 1–3    | 1–6    |
| 1971–72   | Copa de Europa   | Primera ronda | Borussia Mönchengladbach | 0–5  | 1–2    | 1–7    |
| 1972–73   | Recopa de Europa | Primera ronda | Pezoporikos              | 4–1  | 2–1    | 6–2    |
| 1972–73   | Recopa de Europa | Segunda ronda | Schalke 04               | 0–0  | 0–3    | 0–3    |
| 1973–74   | Recopa de Europa | Primera ronda | Baník Ostrava            | 0–1  | 1–2    | 1–3    |